# Salans
Salans é uma comuna francesa na região administrativa de Borgonha-Franco-Condado, no departamento de Jura. Estende-se por uma área de 6,88 km². Em 2010 a comuna tinha 614 habitantes (densidade: 89,2 hab./km²).